# Nicergolina
Nicergolina (łac. nicergolinum) – organiczny związek chemiczny, półsyntetyczna pochodna ergoliny, której struktura naturalnie występuje w alkaloidach sporyszu, ester kwasu 5-bromonikotynowego i 8-hydroksymetylowej pochodnej kwasu lumilizergowego. Lek z grupy wazodylatatorów. Wpływa na hemodynamikę krążenia mózgowego poprzez zmniejszenie oporu naczyniowego, poprawiając przepływ krwi w naczyniach mózgowych. Zwiększa wykorzystanie tlenu i glukozy przez komórki mózgowe. Nie wpływa istotnie na ciśnienie tętnicze krwi.

## Synteza
Pierwszym etapem jest fotoaddycja metanolu do estru metylowego kwasu D-lizergowego z wytworzeniem pochodnej 10-metoksy poprzez naświetlanie promieniami ultrafioletowymi w środowisku kwaśnym. Następnie grupę estrową redukuje się za pomocą LiAlH
4 do reszty karbinolowej i estryfikuje chlorkiem kwasu 5-bromonikotynowego. Do otrzymanego estru przyłącza się grupę metylową za pomocą jodku metylu wobec amidku potasowego:

## Mechanizm działania
Nicergolina jest silnym i wybiórczym antagonistą receptorów metabotropowych α1-adrenergicznych w układzie współczulnym. Zablokowanie receptorów α1 sprzężonych z białkiem Go powoduje zahamowanie aktywności fosfolipazy C i spadek stężenia 1,4,5-trisfosforanu inozytolu (IP3) i diacyloglicerolu (DG). Dochodzi do rozkurczu mięśni gładkich naczyń krwionośnych głównie w obrębie ośrodkowego układu nerwowego, czego skutkiem jest obniżenie oporu naczyniowego i zwiększenie przepływu tętniczego krwi. Nicergolina hamuje także agregację płytek krwi.

## Farmakokinetyka
Dobrze wchłania się z przewodu pokarmowego. Maksymalne stężenie we krwi występuje po 2 godzinach. Czas półtrwania wynosi ok. 7 h. Metabolity wydalane są głównie z moczem.

## Zastosowania medyczne
Wskazaniem do stosowania nicergoliny jest łagodne lub umiarkowane otępienie.
Dawne wskazania, obejmujące m.in. zaburzenia krążenia mózgowego spowodowanego zmianami miażdżycowymi, zmiany krążenia na tle cukrzycowym, niedokrwienie mózgu, stany po udarze mózgu, chorobę Raynauda, chorobę Buergera, zaburzenia słuchu, szum w uszach, zaburzenia równowagi, osłabienie pamięci, zaburzenia wzroku (zaburzenia krążenia w oku), zaburzenia krążenia obwodowego kończyn dolnych, zostały wycofane w roku 2014 z powodu możliwego związku przyjmowania nicergoliny z przypadkami zwłóknienia i ergotyzmu.

## Działania niepożądane
- zawroty głowy
- zaczerwienienie twarzy
- senność
- osłabienie
- zaburzenia żołądkowo-jelitowe (nudności, wymioty, biegunki, bóle brzucha)
- złe samopoczucie
- podniecenie
- niepokój
- hipotonia
- uczucie gorąca
- bezsenność

## Interakcje
Nicergolina nasila działanie leków hipotensyjnych, leków hamujących krzepnięcie krwi oraz alkoholu.

## Przeciwwskazania
Przeciwwskazaniami do stosowania leku są:
- nadwrażliwość na nicergolinę
- ostre krwotoki
- zapaść
- ostra faza zawału mięśnia sercowego
- niedociśnienie tętnicze
- ciężka bradykardia (poniżej 50 uderzeń na minutę)
- stosowanie z innymi lekami o działaniu adrenolitycznym
- ciąża i okres karmienia piersią

Należy zachować ostrożność przy stosowaniu w zaburzeniach rytmu serca, a także w połączeniu z lekami przeciwzakrzepowymi oraz lekami obniżającymi ciśnienie.

## Postacie handlowe

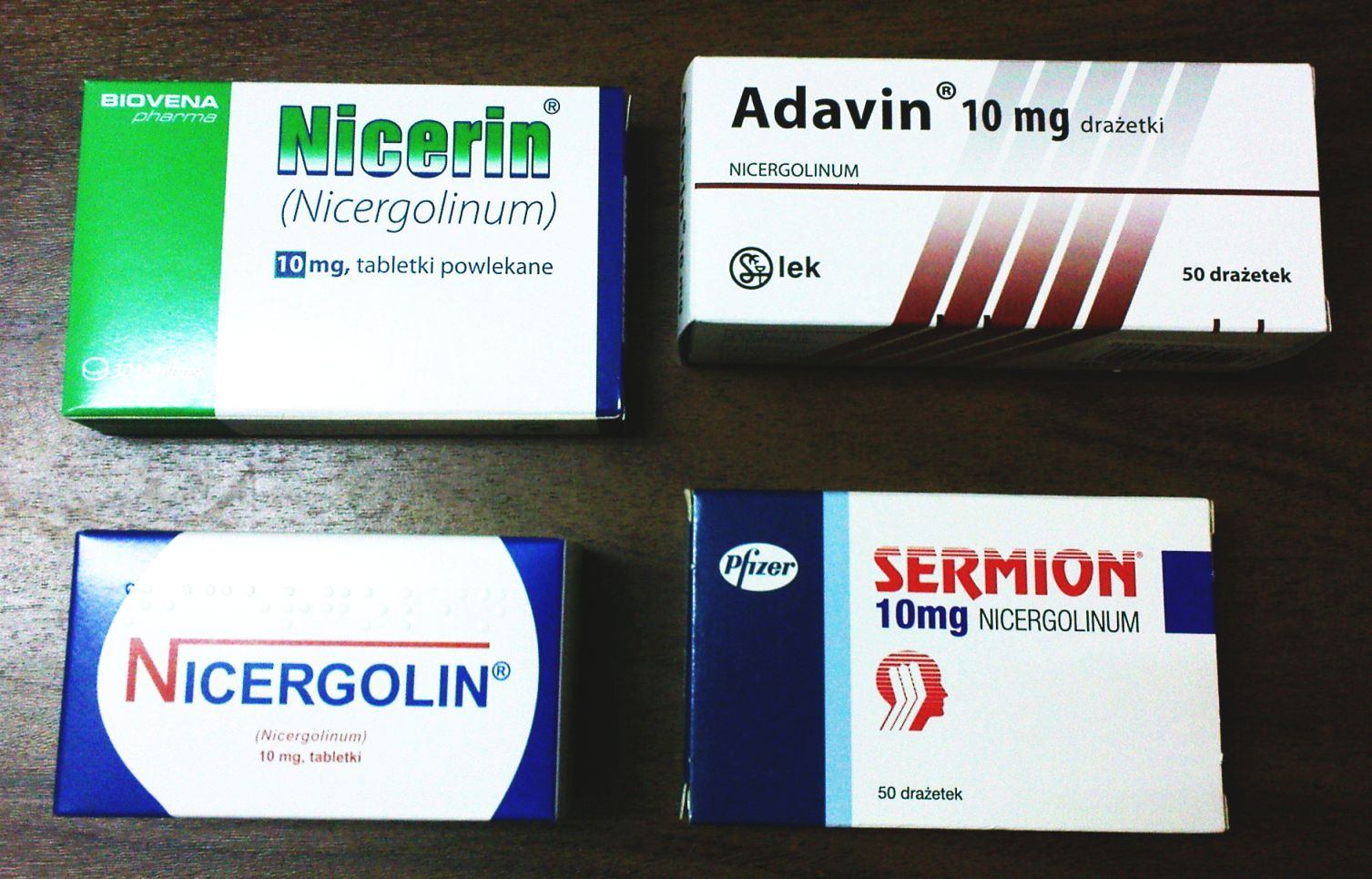
Preparaty nicergoliny

Nicergolina dostępna jest handlowo zazwyczaj w postaci tabletek, pod nazwami Adavin, Circulat, Nicerin, Nicergolin, Niglostin, Nilogrin i Sermion.